# Nataniel Cox Méndez
 Nataniel Cox Méndez, más conocido como "Pug" (Concepción, 1881- 1908) fue uno de los principales caricaturistas chilenos de principios del siglo XX, reconocido por su calidad y oficio como dibujante.
Hijo del doctor y naturalista Guillermo Cox Bustillos y Loreto Méndez Urrejola. Fue nieto del médico Nataniel Cox Lloyd.
Desde el 4 de agosto de 1902 comenzó a dibujar la historieta "La semana cómica" para El Diario Ilustrado. Firmó sus primeras ilustraciones con sus iniciales, pero luego utilizó los seudónimos "Tom Pouce", "Blitini" y "Pug".
Este último fue el nombre que adoptó definitivamente para su trabajo en revista Zig-Zag, medio en el que participó desde su primer número, el 19 de febrero de 1905. Allí ilustró refranes populares y creó caricaturas de actualidad internacional y viñetas humorísticas.
Sus ilustraciones poseen un alto grado de iconicidad. Utilizó principalmente la línea de contorno como recurso gráfico en sus dibujos, sacando provecho de su trazo rápido, expresivo y suelto y de su habilidad para, por medio de los valores lineales, dar vida de forma muy simple y sintética a una representación espacial. Solía jugar con las proporciones anatómicas de sus personajes para infundirles características sicológicas o emocionales. Sus retratos, desbordantes de color, se publicaban a página completa.
Aquejado de graves problemas de salud desde la infancia, Nataniel Cox murió prematuramente, en 1908, debido a "una serie de ataques [que] lo postraron, lo derribaron en el lecho, lo obligaron a dejar el trabajo, el dibujo, los viajes fantásticos en locomotoras, las cacerías que amaba con pasión".

## Galería

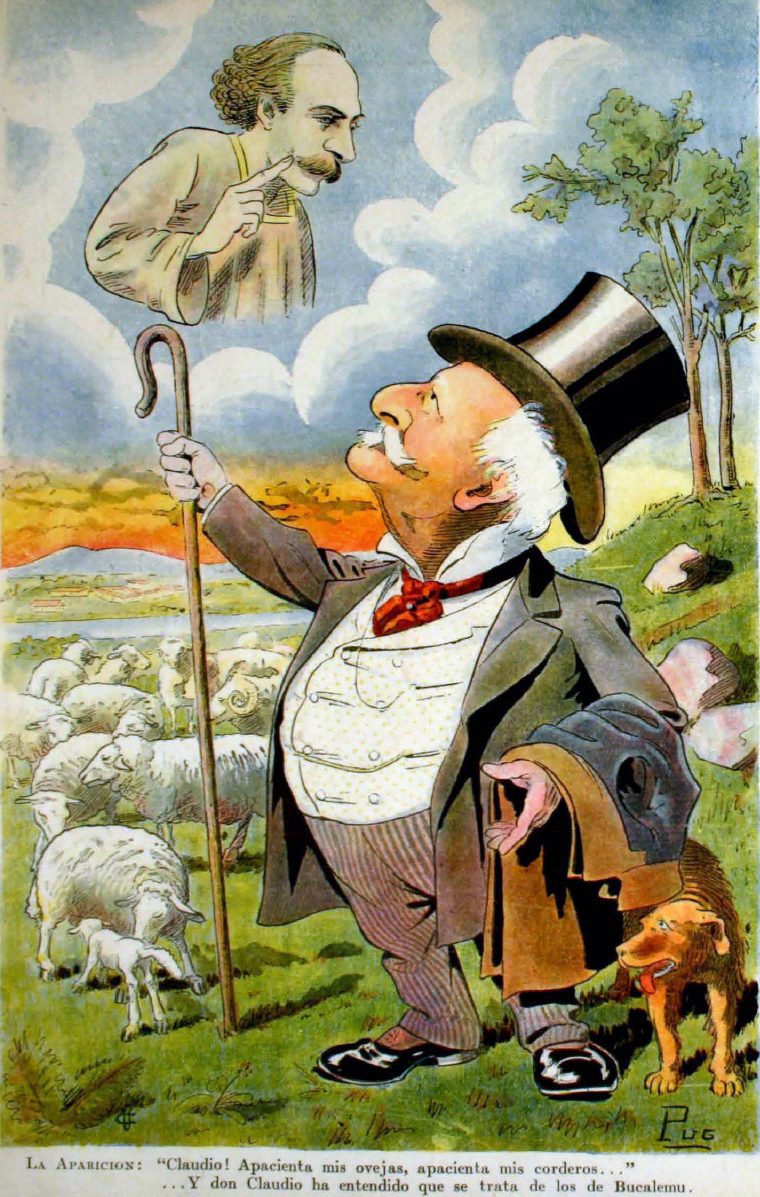
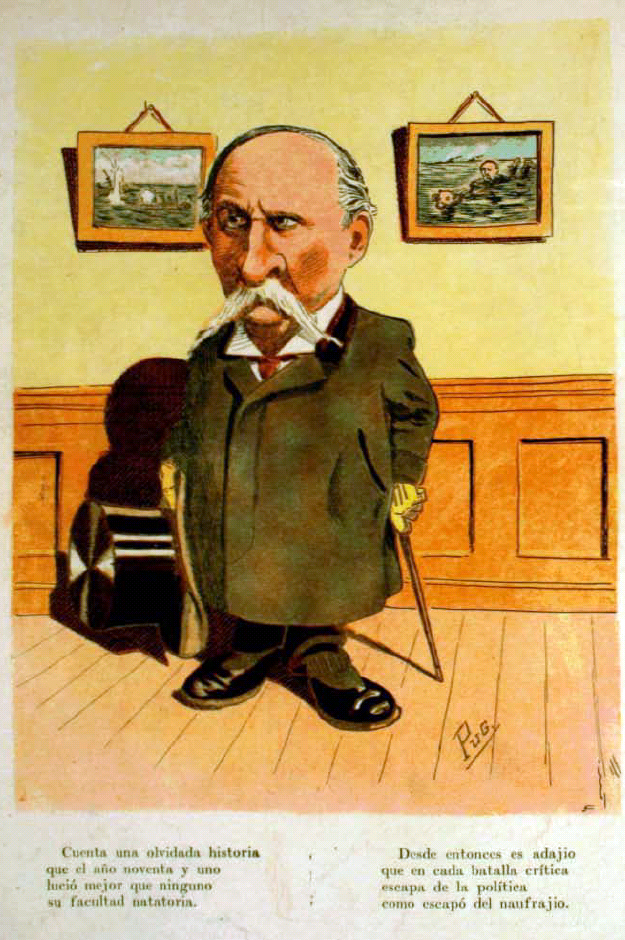
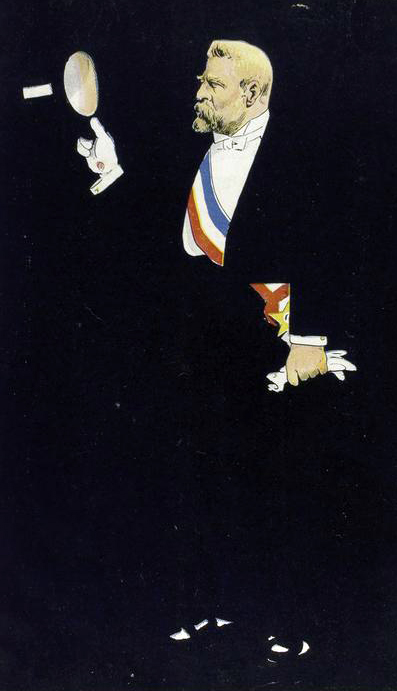
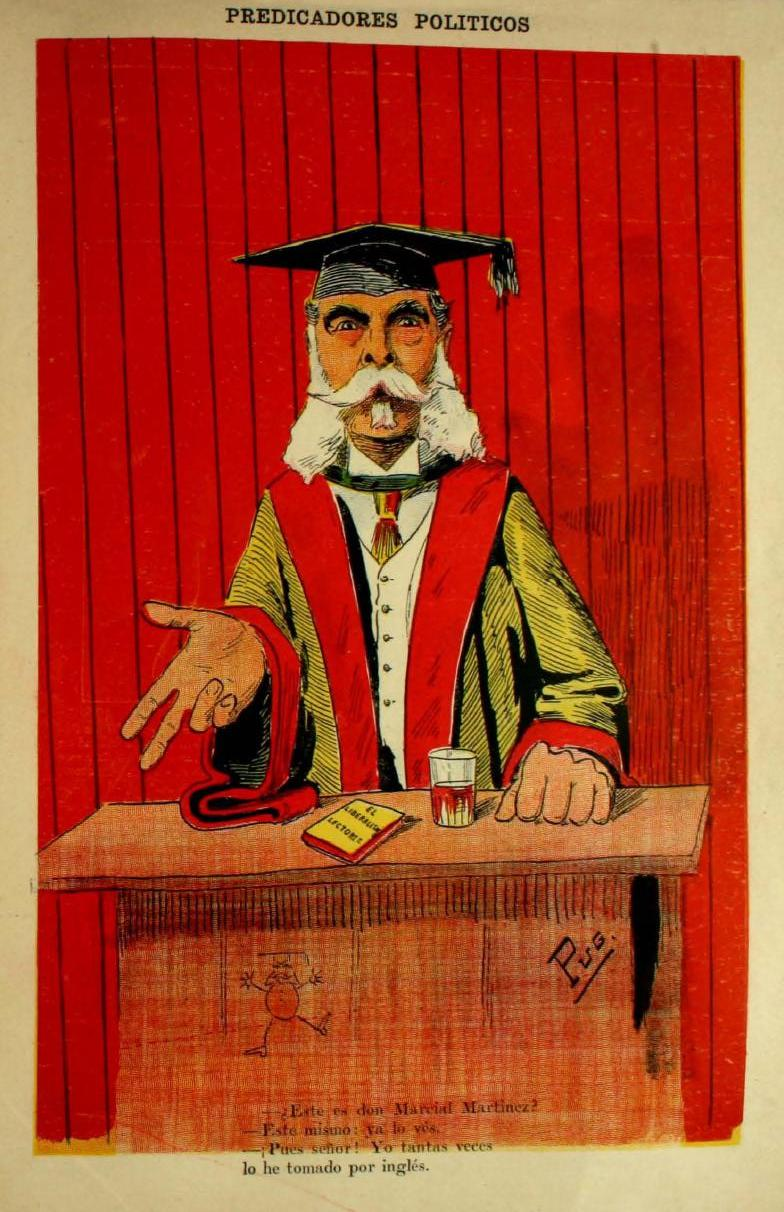
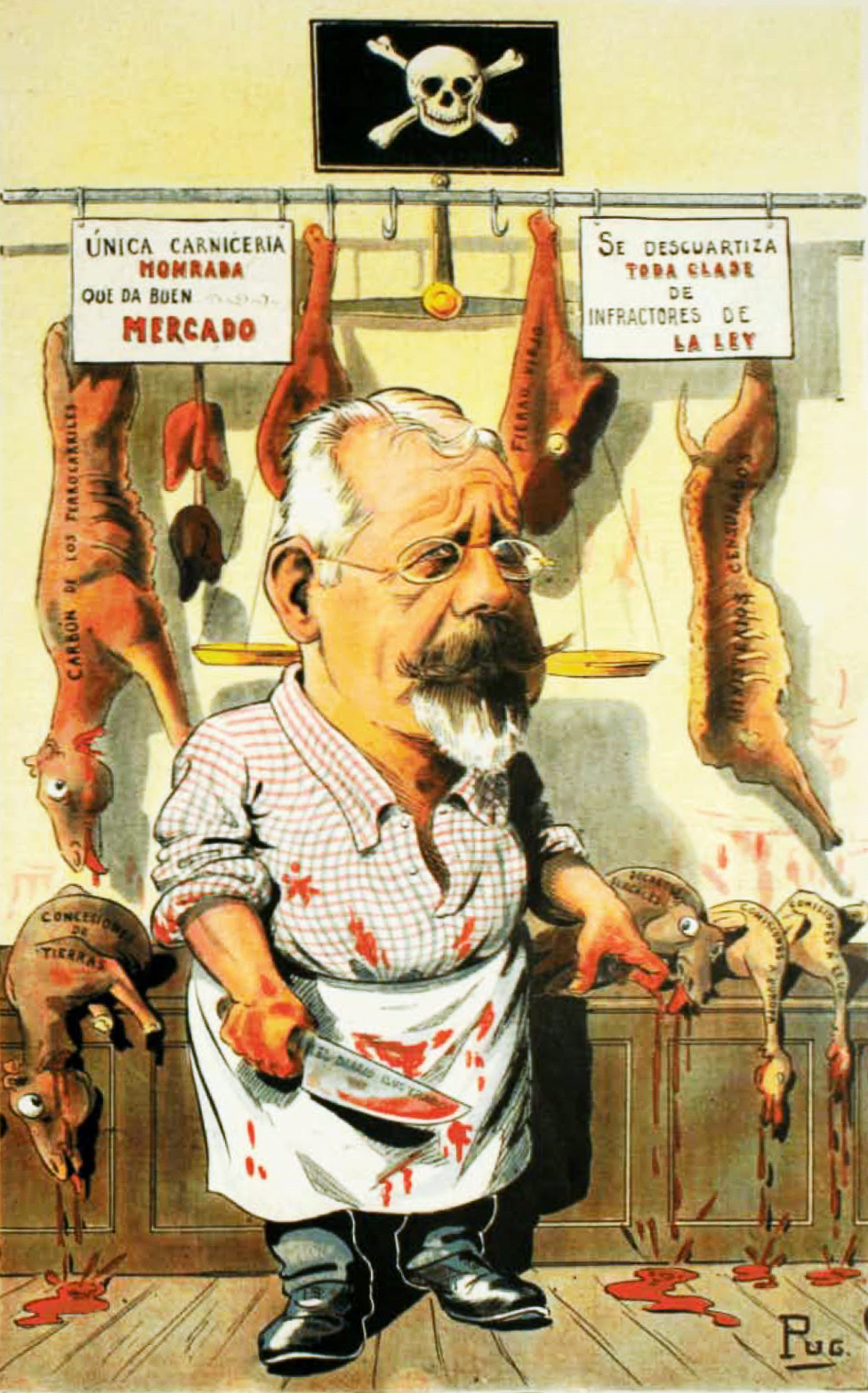

Algunos trabajos de Nataniel Cox: